# 锈背耳叶马蓝
锈背耳叶马蓝（学名：Perilepta ferruginea），为爵床科耳叶马蓝属下的一个植物种。